# Markus Gabriel
Pour les articles homonymes, voir Gabriel.
Markus Gabriel, né le 6 avril 1980 à Remagen (Rhénanie-Palatinat), est un philosophe allemand.

## Biographie
Après un passage à la New School, Markus Gabriel est le plus jeune récipiendaire d'une chaire de philosophie d'Allemagne à l'Université de Bonn, avant d'enseigner à l'Université de Berkeley.
En 2009, il publie avec Slavoj Žižek, Mythologie, Folie, et Rire: Subjectivité dans l'idéalisme allemand. En 2013, il publie Ontologie transcendantale : Essais sur l'idéalisme allemand. Gabriel Vacariu l'accuse de plagiat.
En 2014, il publie, Pourquoi le monde n'existe pas, aux Éditions Jean-Claude Lattès.
Il parle une dizaine de langues : allemand, anglais, français, espagnol, italien, portugais, chinois, hindi, ainsi que le latin, le grec et l'hébreu biblique.[réf. nécessaire]

## Publications

### en allemand
- Der Mensch im Mythos: Untersuchungen über Ontotheologie, Anthropologie und Selbstbewusstseinsgeschichte in Schellings „Philosophie der Mythologie“. Walter de Gruyter, Berlin/New York City 2006,  (ISBN 978-3-11-019036-6).
- An den Grenzen der Erkenntnistheorie. Die notwendige Endlichkeit des objektiven Wissens als Lektion des Skeptizismus. Karl Alber, Freiburg i. Br./München 2008.  (ISBN 978-3-495-48318-3).
- Antike und moderne Skepsis zur Einführung. Junius, Hamburg 2008,  (ISBN 3-88506-649-1).
- Zus. mit Slavoj Žižek: Mythology, Madness, and Laughter: Subjectivity in German Idealism. Continuum: New York/London 2009
- Skeptizismus und Idealismus in der Antike. Suhrkamp, Frankfurt a. M. 2009.  (ISBN 978-3-518-29519-9).
- Die Erkenntnis der Welt. Eine Einführung in die Erkenntnistheorie. Karl Alber, Freiburg i. Br./München 2012.  (ISBN 978-3-495-48522-4).
- Warum es die Welt nicht gibt. Ullstein, Berlin 2013,  (ISBN 978-3-550-08010-4).
  - Das Heidegger-Vehikel läuft noch recht gut, positive Rezension, Frankfurter Allgemeine Zeitung, 23. Juli 2013.
  - Radikale Mitte, neutrale Rezension, Die Zeit, 24. August 2013.
  - Der Bengel-Faktor, kritische Rezension, Jungle World, 29. August 2013.
- Ich ist nicht Gehirn: Philosophie des Geistes für das 21. Jahrhundert, Ullstein, 2015,  (ISBN 978-3-550-08069-2)
- Der Sinn des Denkens, Ullstein-Verlag, 2018,  (ISBN 978-3-550-08193-4)

### Traduction en français
- « La nécessité universelle du péché et de la mort » - Vie et mort dans l’Écrit sur la liberté de Schelling, in Revue Germanique Internationale 18/2013: Schelling, le temps du système, un système des temps, oct. 2016. [lire en ligne]
- Pourquoi le monde n'existe pas [« Warum es die Welt nicht gibt »], JC Lattès, 2014, 300 p. (ISBN 978-2709646147) (réédition poche, Lgf biblio essais, 2015)
- Le Tournant est-il un projet réaliste?, in Les Cahiers philosophiques de Strasbourg no 36/2014. Heidegger, la Grèce et la destinée européenne, déc. 2014
- Pourquoi je ne suis pas mon cerveau [« Ich ist nicht Gehirn: Philosophie des Geistes für das 21. Jahrhundert »], JC Lattès, 2017, 384 p. (ISBN 978-2709656740)
- Pourquoi la pensée humaine est inégalable [« Der Sinn des Denkens »], JC Lattès, 2019, 350 p. (ISBN 978-2709663922)
- N'ayez pas peur de la morale, J-C Lattès, 2022
- Fictions, trad. F. Gendre, avant-propos de J. Benoist, Vrin, 2023.

## Commentaires en français
- Tristan Garcia, Retour de la métaphysique, in Transfuge no 82, 2014 (recension de l'ouvrage Pourquoi le monde n'existe pas)
- Philippe Nassif, La journée du nouveau réaliste (entretien), in Philosophie magazine no 82, Août 2014
- Jean-Marie Durand, Pour le philosophe Markus Gabriel: "Tout existe, excepté le monde" (entretien), in Les Inrocks, 30 septembre 2014
- Jonathan Daudey, Pourquoi le monde n'existe pas: approche critique de Markus Gabriel et du nouveau réalisme, in PHILITT, 7 novembre 2014
- Juliette Cerf, Markus Gabriel, le philosophe qui envoie bouler le monde, in Télérama, 2 décembre 2014
- Michael Fœssel, Adieu à Kant: contre le "nouveau réalisme" de Markus Gabriel, in BibliObs, 26 décembre 2014
- François Loth, Pourquoi le monde existe? Une réponse à Markus Gabriel, in métaphysique ontologie esprit, 2 septembre 2015
- François Loth, Le post-post... modernisme de Markus Gabriel ou le stade du chasseur-cueilleur, in métaphysique ontologie esprit, 2 septembre 2015
- Nicolas Rousseau, Markus Gabriel: Pourquoi le monde n'existe pas, in Actu Philosophia, 14 mars 2015
- Louis Morelle, Du bon usage du libéralisme en métaphysique, in Critique no 821: Questions de goût, Minuit, 2015 (recension de plusieurs ouvrages en voisinage et particulièrement de ceux publiés par Markus Gabriel)
- Mehdi Belhaj Kacem, Entretien avec Markus Gabriel, in Purple Magazine - S/S 2016 issue 25, 2016